# Androcymbium palaestinum
Androcymbium palaestinum är en tidlöseväxtart som beskrevs av John Gilbert Baker. Androcymbium palaestinum ingår i släktet Androcymbium och familjen tidlöseväxter. Inga underarter finns listade i Catalogue of Life.

## Bildgalleri

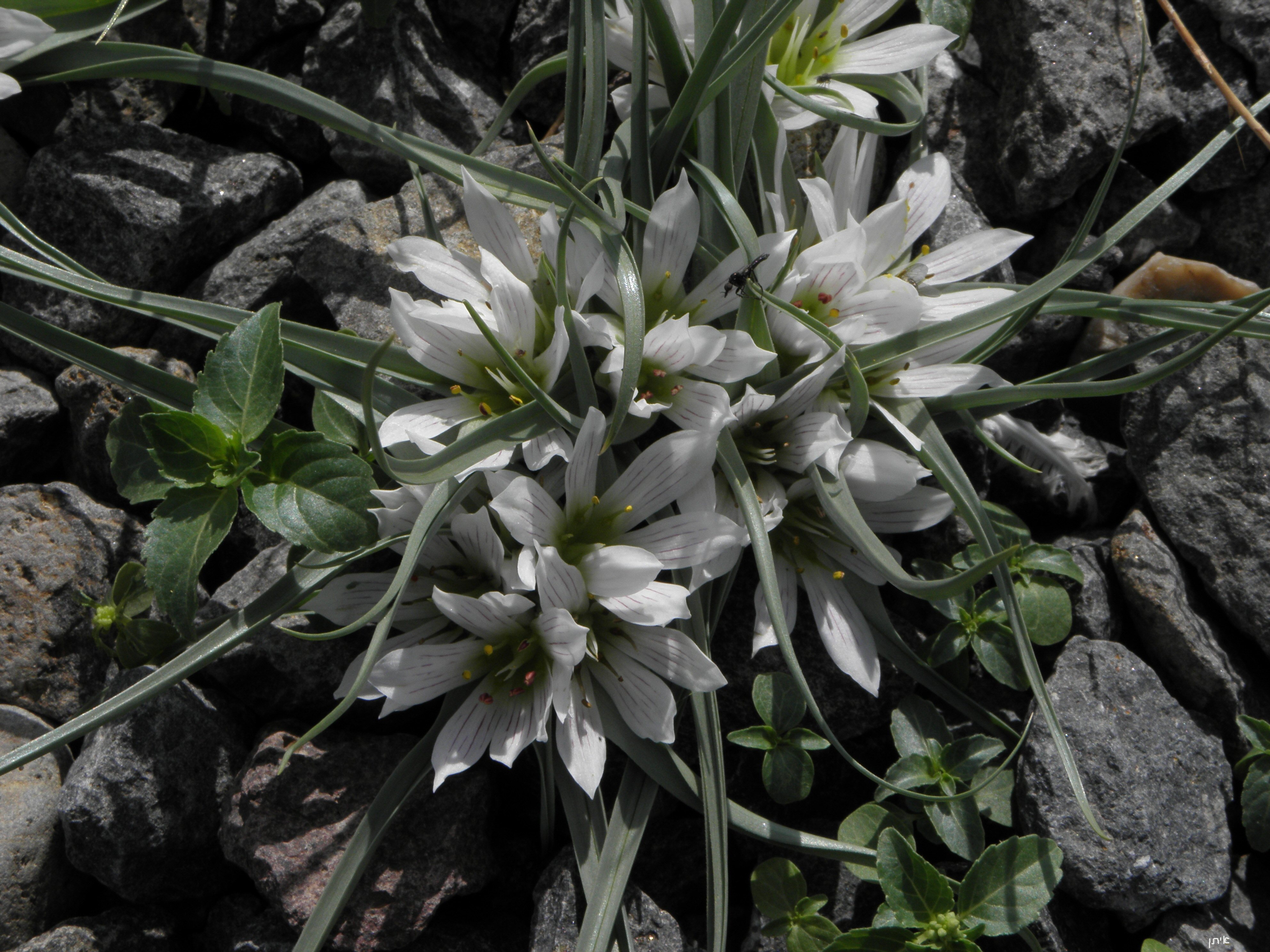